# Actinochaetopteryx actifera
Actinochaetopteryx actifera är en tvåvingeart som beskrevs av Townsend 1927. Actinochaetopteryx actifera ingår i släktet Actinochaetopteryx och familjen parasitflugor.
Artens utbredningsområde är Taiwan. Inga underarter finns listade i Catalogue of Life.